# Dobeles Dzirnavnieks

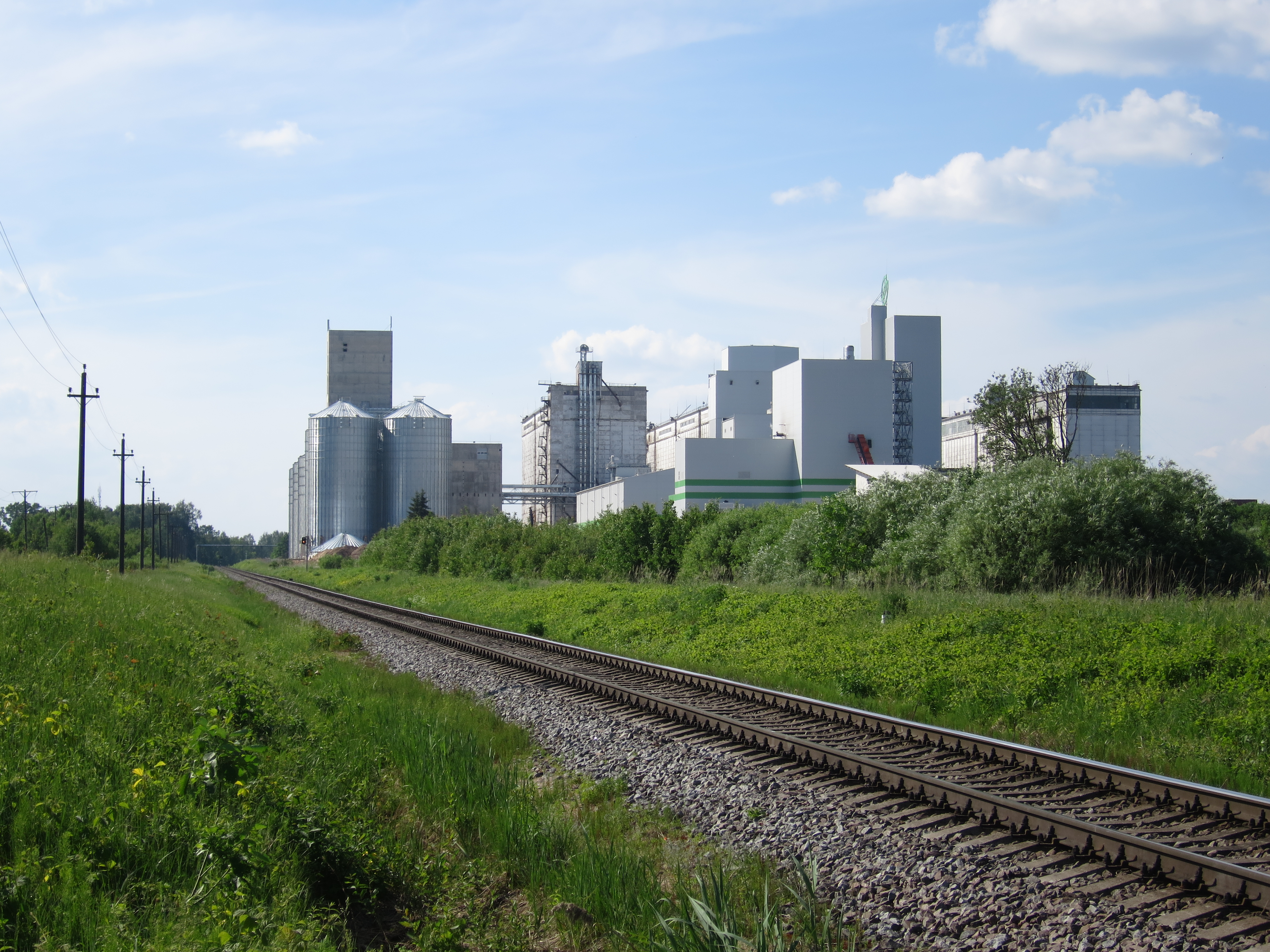
Blick auf das Werk

Die Dobeles Dzirnavnieks AS (deutsch Dobeler Mühle AG) ist ein lettisches Unternehmen mit Sitz in Dobele.
Dobeles Dzirnavnieks ist der größte Lebensmittelhersteller in Lettland. Zu den Produkten gehören Mehl, Teigwaren, Grieß, Hafer- und Gerstenerzeugnisse sowie Cerealien. Das 1976 als Jelgavas labības kombināts gegründete Unternehmen setzte 2018 117 Millionen Euro um. Über die Hälfte davon betrifft den Export in über 60 Länder.
Größter Aktionär von Dobeles Dzirnavnieks ist das estnische Unternehmen Tartu Mill.
Im Juli 2023 kam es auf 500 m² Produktionsfläche zu einem Brand.
Dobeles Dzirnavnieks ist ein langjähriger Partner des deutschen Unternehmens H. & J. Brüggen. 2024 erwarb Brüggen von Dobele einen 50%-Anteil am Haferflocken-Hersteller Rīgas dzirnavnieks.